# Paraleprodera
Paraleprodera is een kevergeslacht uit de familie van de boktorren (Cerambycidae). De wetenschappelijke naam van het geslacht werd voor het eerst geldig gepubliceerd in 1935 door Breuning.

## Soorten
Paraleprodera omvat de volgende soorten:
- Paraleprodera bigemmata (Thomson, 1865)
- Paraleprodera bimaculata Wang & Chiang, 2000
- Paraleprodera bisignata (Gahan, 1894)
- Paraleprodera carolina (Fairmaire, 1899)
- Paraleprodera cordifera (Thomson, 1865)
- Paraleprodera corrugata Breuning, 1935
- Paraleprodera crucifera (Fabricius, 1793)
- Paraleprodera diophthalma (Pascoe, 1857)
- Paraleprodera epicedioides (Pascoe, 1866)
- Paraleprodera flavoplagiata Breuning, 1938
- Paraleprodera insidiosa (Gahan, 1888)
- Paraleprodera itzingeri Breuning, 1935
- Paraleprodera javanica Breuning, 1943
- Paraleprodera laosensis Breuning, 1965
- Paraleprodera malaccensis Breuning, 1936
- Paraleprodera mesophthalma Bi & Lin, 2012
- Paraleprodera stephanus (White, 1858)
- Paraleprodera tonkinensis Breuning, 1954
- Paraleprodera triangularis (Thomson, 1865)
- Paraleprodera vicina Breuning, 1940